# Emilio Radius
Emilio Radius (Torino, 12 novembre 1904 – Milano, 25 marzo 1988) è stato un giornalista, romanziere e saggista italiano.

## Biografia
Emilio Radius esordì nel giornalismo all'età di vent'anni alla Tribuna. Fu assunto poi come redattore al Corriere della Sera, diretto allora da Aldo Borelli; divenne poi direttore di due riviste appartenenti al gruppo editoriale del Corriere della sera: il mensile illustrato La Lettura, e successivamente il Corriere dei Piccoli.
Dopo il 25 aprile 1945, Radius passò al Corriere Lombardo, un quotidiano del pomeriggio, e quindi all'edizione mattutina dello stesso. Nel 1947 fu chiamato dall'editore Gianni Mazzocchi a lavorare con Arrigo Benedetti all'Europeo, il primo rotocalco italiano del dopoguerra. In seguito Radius divenne direttore di Oggi e quindi di Settimo Giorno.
Come giornalista fu molto versatile, essendosi interessato alla cronaca, alla critica d'arte e alla critica musicale.
Emilio Radius ha pubblicato vari volumi, soprattutto romanzi e numerose biografie, come per esempio le vite di Alessandro Manzoni, Giuseppe Verdi ed Édouard Manet.
Suo nipote era il cantante e chitarrista Alberto Radius.

## Opere

### Narrativa
- Amici di mezzanotte: Robinson Crusoe, Cyrus Smith, Don Rodrigo..., Milano: Ceschina, 1933, terzo premio di Narrativa al Premio Viareggio;[2]
- La panaia: romanzo; Tre ritratti immaginari, Milano: Ceschina, 1934
- Ore piccole: Paolo e Virginia, Anne Karenine, Kitty, Vronski e Levine..., Milano: Ceschina, 1936
- Nati per vivere: romanzo, Milano: Ceschina, 1938
- Raffaella e Vittoria, Milano: Bompiani, 1941
- Una donna casta: romanzo, Milano; Roma: Rizzoli, 1944
- Giorni e peccati: romanzo, Milano: C. Antonioli, 1946
- Personaggi del secolo, Milano: Palazzi, 1970

### Saggistica e biografie
- Quel matto di Manet, Milano: Bietti, 1945
- Verdi vivo, Milano: Valentino Bompiani, 1951
- La vita di Maria, Milano: Garzanti, 1954
- Vita di Cristo per gli uomini d'oggi, Milano: Rizzoli, 1958
- Vita di Alessandro Manzoni, Milano: Rizzoli, 1959
- Il sesso cristiano, Milano: Longanesi, 1959
- Da Mussolini alla Callas: ricordi di un giornalista, Milano: Rizzoli, 1961
- L'incendio di Roma: i primi passi del cristianesimo, Milano: Rizzoli, 1962
- La vita di Nerone, Milano: Rizzoli, 1963
- Usi e costumi dell'uomo fascista, Milano: Rizzoli, 1964
- Vita di Dante; illustrazioni di Giovanni Benvenuti, Milano: U. Mursia, 1965
- Giovanni XXIII, Milano: Della Volpe, 1966
- Il Vangelo delle donne, Torino: Borla, 1966
- La rivoluzione della donna, Milano: Rizzoli, 1967
- I gesuiti: storia della Compagnia di Gesù da sant'Ignazio a Teilhard de Chardin, Torino: Borla, 1967
- Cinquant'anni di giornalismo, Milano: G. Miano, 1969
- Santa Caterina da Siena, Milano: Aldo Martello, 1970
- Storia del matrimonio in tutti i tempi e in tutti i paesi, Milano: Aldo Martello, 1971
- Alessandro Magno, Novara: Istituto geografico De Agostini, 1978